# Supercopa de Italia 1999
La Supercopa de Italia 1999 fue la 12.ª edición de la Supercopa de Italia, que enfrentó al ganador de la Serie A 1998-99 el A.C. Milan contra el campeón de la Copa Italia 1998-99, el Parma. El partido se disputó el 21 de agosto de 1999 en el Estadio Giuseppe Meazza en Milán.
El Parma ganó el partido, con resultado de 2-1, ganando la copa por su primera vez.

## Equipos participantes
| A.C. Milan |  |  |  | Campeón de la Serie A 1998-99     |
| Parma      |  |  |  | Campeón de la Copa Italia 1998-99 |

## Ficha del Partido
| 1          | POR        | Sebastiano Rossi        |     |
| 25         | DEF        | Bruno N'Gotty           |     |
| 13         | DEF        | Alessandro Costacurta   |     |
| 3          | DEF        | Paolo Maldini           |     |
| 2          | MED        | Thomas Helveg           | 77' |
| 4          | MED        | Demetrio Albertini      |     |
| 23         | MED        | Massimo Ambrosini       |     |
| 24         | MED        | Andrés Guglielminpietro |     |
| 7          | DEL        | Andriy Shevchenko       |     |
| 20         | DEL        | Oliver Bierhoff         |     |
| 9          | DEL        | George Weah             | 67' |
| Entrenador | Entrenador | Alberto Zaccheroni      |     |

| 1          | POR        | Gianluigi Buffon |     |
| 6          | DEF        | Saliou Lassissi  | 72' |
| 21         | DEF        | Lilian Thuram    |     |
| 17         | DEF        | Fabio Cannavaro  |     |
| 7          | MED        | Diego Fuser      | 86' |
| 14         | MED        | Alain Boghossian |     |
| 8          | MED        | Dino Baggio      |     |
| 23         | MED        | Michele Serena   | 58' |
| 10         | MED        | Ariel Ortega     |     |
| 20         | DEL        | Marco Di Vaio    |     |
| 9          | DEL        | Hernán Crespo    |     |
| Entrenador | Entrenador | Alberto Malesani |     |

| 21 | MED | Federico Giunti | 67' |
| 13 | MED | Ibrahim Ba      | 77' |

| 24 | DEF | Paolo Vanoli      | 58' |
| 19 | DEF | Stefano Torrisi   | 72' |
| 3  | DEF | Antonio Benarrivo | 86' |

| Anotado | 54' | Andrés Guglielminpietro | 1–0 |

| Anotado | 66' | Hernán Crespo    | 1-1 |
| Anotado | 92' | Alain Boghossian | 1-2 |

| Árbitro             | Gennaro Borriello |
| Árbitros asistentes |                   |
|                     |                   |
| Cuarto Árbitro      |                   |

| 1          | POR        | Sebastiano Rossi        |     |
| 25         | DEF        | Bruno N'Gotty           |     |
| 13         | DEF        | Alessandro Costacurta   |     |
| 3          | DEF        | Paolo Maldini           |     |
| 2          | MED        | Thomas Helveg           | 77' |
| 4          | MED        | Demetrio Albertini      |     |
| 23         | MED        | Massimo Ambrosini       |     |
| 24         | MED        | Andrés Guglielminpietro |     |
| 7          | DEL        | Andriy Shevchenko       |     |
| 20         | DEL        | Oliver Bierhoff         |     |
| 9          | DEL        | George Weah             | 67' |
| Entrenador | Entrenador | Alberto Zaccheroni      |     |

| 1          | POR        | Gianluigi Buffon |     |
| 6          | DEF        | Saliou Lassissi  | 72' |
| 21         | DEF        | Lilian Thuram    |     |
| 17         | DEF        | Fabio Cannavaro  |     |
| 7          | MED        | Diego Fuser      | 86' |
| 14         | MED        | Alain Boghossian |     |
| 8          | MED        | Dino Baggio      |     |
| 23         | MED        | Michele Serena   | 58' |
| 10         | MED        | Ariel Ortega     |     |
| 20         | DEL        | Marco Di Vaio    |     |
| 9          | DEL        | Hernán Crespo    |     |
| Entrenador | Entrenador | Alberto Malesani |     |

| 21 | MED | Federico Giunti | 67' |
| 13 | MED | Ibrahim Ba      | 77' |

| 24 | DEF | Paolo Vanoli      | 58' |
| 19 | DEF | Stefano Torrisi   | 72' |
| 3  | DEF | Antonio Benarrivo | 86' |

| Anotado | 54' | Andrés Guglielminpietro | 1–0 |

| Anotado | 66' | Hernán Crespo    | 1-1 |
| Anotado | 92' | Alain Boghossian | 1-2 |

| Árbitro             | Gennaro Borriello |
| Árbitros asistentes |                   |
|                     |                   |
| Cuarto Árbitro      |                   |

| Supercopa de Italia     |
|                         |
| Campeón Parma 1º título |